# Senior Skip Day
Senior Skip Day är en amerikansk film från 2008. Den är regisserad av Nick Weiss och skriven av Evan Wasserstrom.